# 那坡孩儿草
那坡孩儿草（学名：Rungia napoensis）为爵床科孩儿草属的植物，是中国的特有植物。分布在中国大陆的广西等地，多生在石灰岩小山、沟谷或溪边，目前尚未由人工引种栽培。